# Antonio Tettamanti
Pour les articles homonymes, voir Tettamanti.
Antonio Tettamanti est un scénariste de bande dessinée italien.

## Scénarios de bande dessinée
- Ushuaïa Junior, scénario d'Antonio Tettamanti, dessins de Nicolas Ryser, éditions Convergences, 2008.
- Les aventures de Huckleberry Finn, scénario d'Antonio Tettamanti d'après le roman de Mark Twain, dessins de Lorenzo Mattotti, Gallimard Jeunesse coll. « Fétiche », 2011
- Skeol, scénario d'Antonio  Tettamanti, dessins de Silvio Cadelo, Desiba 1981
- Vol solitaire, scénario d'Antonio  Tettamanti, dessins d'Enea Riboldi, Dargaud 1988